# Lista de prefeitos de Jambeiro
Esta é uma lista de  prefeitos do município de Jambeiro. De 1908 a 1930, o chefe do poder executivo municipal chamava-se intendente e a prefeitura, intendência. Somente a partir de 1930 é que surgiram as prefeituras como hoje a conhecemos.
| N° | Nome                            | Partido | Início do Mandato       | Fim do Mandato         | Observações                                             |
| -- | ------------------------------- | ------- | ----------------------- | ---------------------- | ------------------------------------------------------- |
| 1  | João do Amaral Gurgel           | PRP     | 30 de janeiro de 1908   | 9 de outubro de 1916   | Prefeito nomeado pelo Governador do estado de São Paulo |
| 2  | Pedro de Paula Lopes            | PRP     | 10 de outubro de 1916   | 17 de janeiro de 1918  | Prefeito nomeado pelo Governador do estado de São Paulo |
| 3  | José Rodolpho Rebello           | PRP     | 17 de janeiro de 1918   | 15 de janeiro de 1919  | Prefeito nomeado pelo Governador do estado de São Paulo |
| 4  | Francisco de Paula Lopes        | PRP     | 15 de janeiro de 1919   | 31 de dezembro de 1919 | Prefeito nomeado pelo Governador do estado de São Paulo |
| 5  | João Batalha                    | PRP     | 1° de janeiro de 1920   | 18 de março de 1920    | Prefeito nomeado pelo Governador do estado de São Paulo |
| 6  | Francisco de Paula Lopes        | PRP     | 19 de março de 1920     | 14 de outubro de 1921  | Prefeito nomeado pelo Governador do estado de São Paulo |
| 7  | João do Amaral Gurgel           | PRP     | 15 de outubro de 1921   | 29 de outubro de 1930  | Prefeito nomeado pelo Governador do estado de São Paulo |
| 8  | João Bellotti dos Santos        | AL      | 29 de outubro de 1930   | 16 de setembro de 1933 | Prefeito nomeado pelo Governador do estado de São Paulo |
| 9  | João Geraldo Baptista da Silva  | PD      | 17 de setembro de 1933  | 31 de dezembro de 1933 | Prefeito nomeado pelo Governador do estado de São Paulo |
| 10 | Benedicto Ivo                   | PCSP    | 1° de janeiro de 1934   | 21 de junho de 1939    | Prefeito nomeado pelo Governador do estado de São Paulo |
| 11 | Octávio Enéas de Almeida        | PLP     | 3 de julho de 1939      | 27 de setembro de 1942 | Prefeito nomeado pelo Governador do estado de São Paulo |
| 12 | Antonio de Castro Leite         | PP      | 28 de setembro de 1942  | 22 de novembro de 1945 | Prefeito nomeado pelo Governador do estado de São Paulo |
| 13 | Avelino Gagliotti               | PR      | 23 de novembro de 1945  | 09 de dezembro de 1945 | Prefeito nomeado pelo Governador do estado de São Paulo |
| 14 | Antonio de Castro Leite         | PSP     | 9 de dezembro de 1945   | 14 de março de 1947    | Prefeito nomeado pelo Governador do estado de São Paulo |
| 15 | Waldomiro Passo                 | PSP     | 20 de abril de 1947     | 26 de novembro de 1947 | Prefeito nomeado pelo Governador do estado de São Paulo |
| 16 | Antonio de Castro Leite         | PSP     | 1° de janeiro de 1948   | 31 de dezembro de 1951 | Prefeito eleito em sufrágio universal                   |
| 17 | Eduardo Vieira de Almeida       | PDC     | 1° de janeiro de 1952   | 31 de dezembro de 1955 | Prefeito eleito em sufrágio universal                   |
| 18 | Antonio de Castro Leite         | PTN     | 1° de janeiro de 1956   | 31 de dezembro de 1959 | Prefeito eleito em sufrágio universal                   |
| 19 | Jorge Pereira                   | PSD     | 1° de janeiro de 1960   | 31 de dezembro de 1963 | Prefeito eleito em sufrágio universal                   |
| 20 | Antonio de Castro Leite         | ARENA   | 1° de janeiro de 1964   | 31 de janeiro de 1969  | Prefeito eleito em sufrágio universal                   |
| 21 | José Teixeira Duarte            | ARENA   | 1° de fevereiro de 1969 | 31 de janeiro de 1973  | Prefeito eleito em sufrágio universal                   |
| 22 | Antonio Santiago da Silva Filho | ARENA   | 1° de fevereiro de 1973 | 31 de janeiro de 1977  | Prefeito eleito em sufrágio universal                   |
| 23 | Benedito Martine                | MDB     | 1° de fevereiro de 1977 | 31 de janeiro de 1983  | Prefeito eleito em sufrágio universal                   |
| 24 | Clodomiro Correia de Toledo     | PMDB    | 1° de fevereiro de 1983 | 31 de dezembro de 1988 | Prefeito eleito em sufrágio universal                   |
| 25 | Benedito Martine                | PMDB    | 1° de janeiro de 1989   | 31 de dezembro de 1992 | Prefeito eleito em sufrágio universal                   |
| 26 | Waldemar Alves dos Santos       | PSDB    | 1° de janeiro de 1993   | 31 de dezembro de 1996 | Prefeito eleito em sufrágio universal                   |
| 27 | José Geraldo Vasconcelos Coelho | PTB     | 1° de janeiro de 1997   | 31 de dezembro de 2000 | Prefeito eleito em sufrágio universal                   |
| 28 | José Geraldo Vasconcelos Coelho | PTB     | 1° de janeiro de 2001   | 31 de dezembro de 2004 | Prefeito eleito em sufrágio universal                   |
| 29 | Carlos Alberto de Souza         | PV      | 1° de janeiro de 2005   | 31 de dezembro de 2008 | Prefeito eleito em sufrágio universal                   |
| 30 | Carlos Alberto de Souza         | PV      | 1° de janeiro de 2009   | 31 de dezembro de 2012 | Prefeito eleito em sufrágio universal                   |
| 31 | Altemar Machado Mendes Ribeiro  | PFL     | 1° de janeiro de 2013   | 31 de dezembro de 2016 | Prefeito eleito em sufrágio universal                   |
| 32 | Carlos Alberto de Souza         | SDD     | 1° de janeiro de 2017   | 31 de dezembro de 2020 | Prefeito eleito em sufrágio universal                   |
| 33 | Carlos Alberto de Souza         | SDD     | 1° de janeiro de 2021   | 31 de dezembro de 2024 | Prefeito eleito em sufrágio universal                   |
| 34 | Aries Marioto                   | PP      | 1° de janeiro de 2025   | Atualidade             | Prefeito eleito em sufrágio universal                   |